# Матлама
Футбольний клуб «Матлама» або просто «Матлама» (англ. Matlama Football Club) — футбольний клуб з міста Масеру. Найтитулованіший футбольний клуб країни.

## Історія
Заснований в 1932 році. «Матлама» є найтитулованішим клубом Лесото, він 9 разів перемагав в чемпіонаті країни і 6 разів завойовував національний кубок. Сім раз клуб брав участь в Кубку африканських чемпіонів, найкращого результату йому вдалося досягти в 1979 році, коли «Матлама» вийшов до 1/4 фіналу, де поступилася лише майбутньому переможцю турніру камерунському клубу «Юніон Дуала». Двічі у своїй історії «Матлама» брав участь в Лізі чемпіонів КАФ, але обидва рази припиняв боротьбу уже на попередньому етапі, але якщо в 2004 році клуб програв обидва матчі з великим рахунком, то в 2011 році поступився в першому матчі сильному південноафриканському клубу «Суперспорт Юнайтед» з рахунком 0:2, у другому матчі переміг з рахунком 2:1.

## Досягнення
- Прем'єр-ліга
  -  Чемпіон (9): 1974, 1977, 1978, 1982, 1986, 1988, 1992, 2003, 2010
  -  Срібний призер (5): 1989, 2007, 2016, 2024, 2025
  -  Бронзовий призер (2): 1993, 2008

- Кубок Лесото
  -  Володар (6): 1976, 1979, 1980, 1987, 1992, 1994
  -  Фіналіст (1): 2014

## Виступи на континентальних турнірах
| Сезон | Турнір                       | Раунд      | Клуб                               | Вдома | На виїзді | Загалом        |
| ----- | ---------------------------- | ---------- | ---------------------------------- | ----- | --------- | -------------- |
| 1975  | Кубок африканських чемпіонів | 1          | Бата Баллетс                       | т.п.1 | т.п.1     | т.п.1          |
| 1977  | Кубок володарів кубків КАФ   | 1          | Міжнародні рейнджери               | 2-6   | 2-5       | 4-11           |
| 1978  | Кубок африканських чемпіонів | 1          | Корпс Інсігнімент                  | 2-1   | т.п.2     | 2-1            |
| 1978  | Кубок африканських чемпіонів | 2          | Грін Баффоло                       | 0-0   | 0-1       | 0-1            |
| 1979  | Кубок африканських чемпіонів | 1          | Дешпортіву ді Мапуту               | 1-0   | 2-3       | 3-3 (в.г.)     |
| 1979  | Кубок африканських чемпіонів | 2          | Т.п.3                              | Т.п.3 | Т.п.3     | Т.п.3          |
| 1979  | Кубок африканських чемпіонів | 1/4 фіналу | Уніон Дуала                        | 1-3   | 0-2       | 1-5            |
| 1980  | Кубок володарів кубків КАФ   | 1          | Палмейраш ді Бейра                 | 2-0   | 3-2       | 5-2            |
| 1980  | Кубок володарів кубків КАФ   | 2          | Рамогі Момбаса                     | 1-1   | 0-0       | 1-1 (в.г.)     |
| 1981  | Кубок володарів кубків КАФ   | 1          | Павер Дайнамос                     | 1-1   | 0-2       | 1-3            |
| 1983  | Кубок африканських чемпіонів | 1          | Ферроваріу ді Мапуту               | 1-3   | 1-2       | 2-5            |
| 1987  | Кубок африканських чемпіонів | Попередній | Габороне Юнайтед                   | 2-0   | 1-0       | 3-0            |
| 1987  | Кубок африканських чемпіонів | 1          | Макувуба Вілла                     | 0-1   | 0-4       | 0-5            |
| 1988  | Кубок володарів кубків КАФ   | Попередній | Машакене                           | 2-1   | 0-4       | 2-5            |
| 1989  | Кубок африканських чемпіонів | Попередній | 11-ий полк Повітряних Сил Ботсвани | 0-1   | 1-4       | 1-5            |
| 1992  | Кубок володарів кубків КАФ   | Попередній | Залізничні дороги                  | 1-0   | 0-1       | 1-1 (2-3 пен.) |
| 1993  | Кубок африканських чемпіонів | Попередній | Санрайз Флег Юнайтед               | 2-1   | 1-3       | 3-4            |
| 1995  | Кубок володарів кубків КАФ   | Попередній | Теміл Кадетс Клаб                  | 2-1   | 1-3       | 3-4            |
| 2004  | Ліга чемпіонів КАФ           | Попередній | Орландо Пайретс                    | 0-4   | 0-3       | 0-7            |
| 2011  | Ліга чемпіонів КАФ           | Попередній | Суперспорт Юнайтед                 | 2-1   | 0-2       | 2-3            |

1- ФК «Матлама» покинув турнір.

2- Корпс Інсігнімент покинув турнір.

3- ФК «Матлама» мав зустрітися з переможцем пари Кенійські Пивоварні (Кенія) - Аль-Меррейх з Судану, але обидві команди покинули турнір.

## Відомі гравці
- Леолооноло Сіма